# Heldun
Heldun is een Brits merk van 50cc-motorfietsen.
De bedrijfsnaam was: Heldun Engineering Company, Dudleston Heath (Shropshire), later Knighton (Powys) en Birmingham (West Midlands).
De naam stamde van het oprichtersechtpaar, Helen en Duncan Mitchell. 
De Schot Duncan Mitchell was een echte koopman, en al lang gecharmeerd van lichte, 50cc-motorfietsjes. Hij zag een gat in de markt omdat er in het Verenigd Koninkrijk sinds het verdwijnen van de autocycles vrijwel geen aanbod van lichte motorfietsen bestond. Hij was een van de oprichters van de "Racing 50 Club" en haalde de circuitdirectie van Brands Hatch al in 1958 over om een 50cc-race te organiseren. In 1961 had hij al een idee om een eigen 50cc-model uit te brengen met een Italiaans Demm-inbouwmotortje. Hij was op dat moment nog eigenaar van het bedrijfje Moto-Decla in Stevenage.
In 1965 richtte hij samen met zijn vrouw Helen het merk "Heldun" op in Dudleston Heath. Hij maakte zelf de frames en kocht Sachs-inbouwmotoren in Duitsland. De motorfietsjes werden compleet, maar ook als bouwpakket verkocht en de verkoop in Engeland begon in 1966. Er kwam ook meteen een 50cc-productieracer en men adverteerde met de kreet " Company to make the first British made 50cc road racer", die werd aangevochten omdat er mogelijk ook ooit met de Britax-machines met Ducati-Cucciolo-motor geracet was. De eerste productieracer was de Heldun Hawk, toen nog een prototype dat werd ingezet door de 18 jaar oude Rex Caunt. Daarna werd er een racer gebouwd met een Europese viertaktmotor met dubbele bovenliggende nokkenas die 8 pk bij 15.000 toeren per minuut leverde (de enige bekende 50cc-motor die aan deze beschrijving voldoet is de - niet Europese - Honda CR 110, die 8,5 pk bij 14.500 tpm leverde). De verkoop kwam echter niet op gang. Vervolgens verhuisde het bedrijf eind 1965 naar Powys in Wales. Een aantal van de tweetaktmachines was wel geëxporteerd naar Denemarken en Zweden, waar ze enig succes boekten tot de productieracers van Kreidler in zwang kwamen. Heldun bracht naast de racers nu ook andere modellen uit: De Heldun Hurricane en Harlequin voor de openbare weg, de Heldun Husky trialmotor en de Heldun Hammer scrambler met Duitse en Italiaanse inbouwmotoren die in het eigen bedrijf opgevoerd waren. 
Na alle modificaties aan motorblokken en de Amal-carburateurs was het tijd om motorblokken in eigen beheer te gaan bouwen. Er werd gewerkt aan prototypen van een tweetaktmotor en een viertaktmotor met bovenliggende nokkenas. Men ontwikkelde ook een eigen trommelrem voor de sportbromfiets en de racer. De Heldon Husky kreeg een door Duncan Mitchell zelf ontwikkelde geduwde schommelvork, de andere modellen hadden telescoopvorken. De luxe-modellen van de Harlequin konden net als de racers worden geleverd met een dolfijnkuip. Alle modellen hadden glasvezel-benzinetanks met snelvuldoppen op de racers. De benzinetanks werden zelfs geëxporteerd naar Italië. 
Uiteindelijk bestond het modellenprogramma al in 1965 uit twee tweetaktracers: de Hawk en Sports Moped, de Hurricane, daarnaast de Harlequin Trail en de Husky Trial met kopklepmotor. De Harlequin kende op zichzelf ook een aantal uitvoeringen: De Harlequin Sports en de Harlequin Supreme met kopklepmotor. Bovendien was er een Deluxe-versie met dolfijnkuip. 
In 1967 werden vijf modellen geleverd: De Hawk racer met vijf versnellingen, de Hurricane racer met vier versnellingen, de Harlequin Trail, de Husky Trial en de Hammer scrambler. Dit waren allemaal tweetakten. 
In 1968 verdween het merk, maar in dat jaar waren de 50cc-races wel al ingezet in de 50 cc TT, waar Robin Stopford achtste en Nick Mayo negende werd. 